# Olga Stănescu
Olga Stănescu (n. 30 decembrie 1935, Craiova, d. 2021, Craiova,) a fost o interpretă de muzică populară românească. A terminat Conservatorul la secția Belcanto. A câștigat festivalul de muzică ușoară Steaua fără nume, dar a renunțat să cânte muzică ușoară, vrând să cânte operă. Imediat după terminarea conservatorului, în drum spre Timișoara, pentru a candida la un concurs pentru un post de soprană, l-a întâlnit pe dirijorul Lae Perescu, care-i recomandă să cânte muzică populară. Este cea care a lansat varianta cu versuri a piesei Cine-a pus cârciuma-n drum. Cel mai cunoscut cântec al artistei este Neic-al meu de peste Olt. Ambele au fost înregistrate la Societatea Română de Radiodifuziune. Le-a fost prietenă apropiată cântărețelor Doina Badea și Ileana Sărăroiu.